# Laura Mancini
Laura Mancini (Rome, 6 mei 1636 - Parijs, 8 februari 1657) was een Italiaanse edelvrouw en was de nicht van kardinaal Jules Mazarin.

## Biografie
Laura Mancini werd als oudste dochter geboren van Lorenzo Mancini en Girolama Mazzarini, die een zuster was van kardinaal Jules Mazarin. Door de invloed van haar oom werden zij en haar zusters in 1649 naar Frankrijk naar het koninklijk hof van Lodewijk XIV gestuurd en de familie nam haar intrek in het Palais-Royal. Ze werd eerst uitgehuwelijkt aan Louis Charles de Nogaret de La Valette, maar dat huwelijk vond niet plaats en vervolgens huwde Laura Mancini met Lodewijk II van Vendôme in 1651. Uit dit huwelijk zouden drie kinderen geboren worden: Lodewijk Jozef, Filips en Jules Cesar. Ze kreeg echter kort na de bevalling een beroerte en overleed op twintigjarige leeftijd.